# Чаргали
Чаргали (на грузински: ჩარგალი) е село в Североизточна Грузия, област Мцхети-Мтианети, Душетски район. Населението му е около 69 души (2014).
Разположено е на 1200 метра надморска височина на северозападния склон на Картлийския хребет, на 33 километра южно от границата с Русия и на 65 километра северно от центъра на Тбилиси.

## Известни личности
Родени в Чаргали
- Важа-Пшавела (1861 – 1915), поет